# Рейтлінгер Едмунд Рудольфович
Едмунд Рудольфович фон Рейтлінгер (30 жовтня 1830, Ревель — 11 листопада 1903, Київ) — педагог, географ, дійсний статський радник.

## Біографія
Народився 30 жовтня 1830 року у Ревелі (нині Таллінн) в родині лютеранського пастора. У 1852 році закінчив Санкт-Петербурзький головний педагогічний інститут, який готував учителів для гімназій. З 1872 року — директор Мозирської гімназії.
21 липня 1873 року розпорядженням по Міністерству народної освіти статського радника Рейтлінгера затвердили директором чоловічої гімназії в Таганрозі. Викладав історію і латинську мову. При Рейтлінгері в Таганрозької гімназії було зроблено багато доброго. Він залучав на службу обдарованих викладачів і давав їм свободу дій. Була влаштована гімназійна церква, старостою якої певний час був І. І. Чайковський, брат відомого композитора. У 1878 році на вільній ділянці поруч з гімназією у Кампенгаузенському провулку заклали Гімназійний бульвар. Пізніше в Таганрозькій гімназії було встановлено декілька стипендій його імені.
В 1884–1889 роках — інспектор Київського університету. З 1889 року у відставці за хворобою.
Помер 11 листопада 1903 року. Похований в Києві на Лук'янівському цвинтарі (ділянка № 20, ряд 15, місце 9). Надгробок — хрест на постаменті з чорного мармуру.